# 3579 Рокгольт
3579 Рокгольт (3579 Rockholt) — астероїд головного поясу, відкритий 18 грудня 1977 року.
Тіссеранів параметр щодо Юпітера — 3,064.